# Edizioni Dedalo
Edizioni Dedalo, nota anche più semplicemente come Dedalo, è una casa editrice italiana che ha sede a Bari.

## Storia
All'inizio degli anni sessanta del XX secolo Raimondo Coga (1935-2015), uscito da una precedente esperienza di lavoro alla Einaudi, fonda un'azienda tipografica (Dedalo Litostampa), collegandovi nel 1965 le Edizioni Dedalo. La casa editrice si dedica fin dall'inizio esclusivamente alla saggistica, con un'attenzione particolare alla storia, alla politica, alla filosofia, all'architettura.
Tra i numerosi autori stranieri, alcuni dei quali pubblicati per la prima volta in Italia, si ricordano: Jean-François Lyotard, Gaston Bachelard, Georges Bataille, Jurij Nikolaevič Tynjanov, Maurice Duverger, Karl Mannheim, Louis Althusser, Henri Lefebvre, Michail Michajlovič Bachtin, Paul Mattick. Tra gli italiani: Luciano Canfora, Giuseppe Vacca, Carlo Aymonino, Francesco Gabrieli, Vittorio Lanternari, Santo Mazzarino, Giulio Carlo Argan, Roberto Esposito, Aldo Schiavone, Chiara Frugoni.

## Riviste
La casa editrice è anche nota per aver fatto nascere giornali e riviste che hanno rivestito grande importanza nella storia della sinistra italiana: tra le altre Il Manifesto, Effe, Classe, quaderni sulla condizione e sulla lotta operaia, Fabbrica e Stato, Magistratura Democratica.
Molte anche le riviste di cultura, alcune delle quali ancora in corso di pubblicazione: Inchiesta (1971), Sapere, Monthly Review, Prisma; rassegna mensile del libro, Controspazio, Tempi moderni, Il piccolo Hans, Lavoro critico, rivista di analisi sociale della letteratura, Quaderni di storia, Quaderni medievali, Gulliver, mensile politico sulle comunicazioni di massa, Critica marxista.